# Jan Steadman
Jan Steadman (3 novembre 1947) è un ex calciatore trinidadiano.

## Carriera

### Club
Cresciuto nel St. Benedict's College, nell'estate 1967 si trasferisce negli Stati Uniti d'America per divenire giocatore del New York Generals. Con i Generals ottiene il terzo posto dell'Eastern Division della NPSL. L'anno seguente, la prima della lega nordamericana NASL, ottiene con il suo club il terzo posto della Atlantic Division.
Dopo aver giocato nel New York Blue Star, nella stagione 1971 passa ai New York Cosmos, con cui raggiunge le semifinali della NASL.

### Nazionale
Steadman vestì la maglia della nazionale di calcio di Trinidad e Tobago.

## Statistiche

### Cronologia presenze e reti in Nazionale
| Cronologia completa delle presenze e delle reti in nazionale ― Trinidad e Tobago | Cronologia completa delle presenze e delle reti in nazionale ― Trinidad e Tobago | Cronologia completa delle presenze e delle reti in nazionale ― Trinidad e Tobago | Cronologia completa delle presenze e delle reti in nazionale ― Trinidad e Tobago | Cronologia completa delle presenze e delle reti in nazionale ― Trinidad e Tobago | Cronologia completa delle presenze e delle reti in nazionale ― Trinidad e Tobago | Cronologia completa delle presenze e delle reti in nazionale ― Trinidad e Tobago | Cronologia completa delle presenze e delle reti in nazionale ― Trinidad e Tobago |
| Data                                                                             | Città                                                                            | In casa                                                                          | Risultato                                                                        | Ospiti                                                                           | Competizione                                                                     | Reti                                                                             | Note                                                                             |
| -------------------------------------------------------------------------------- | -------------------------------------------------------------------------------- | -------------------------------------------------------------------------------- | -------------------------------------------------------------------------------- | -------------------------------------------------------------------------------- | -------------------------------------------------------------------------------- | -------------------------------------------------------------------------------- | -------------------------------------------------------------------------------- |
| 18-1-1967                                                                        | Kingston                                                                         | Giamaica                                                                         | 1 – 1                                                                            | Trinidad e Tobago                                                                | Qual- Campionato CONCACAF 1967                                                   | -                                                                                |                                                                                  |
| 20-11-1968                                                                       | Città del Guatemala                                                              | Guatemala                                                                        | 0 – 0                                                                            | Trinidad e Tobago                                                                | Qual. Mondiali 1970                                                              | -                                                                                |                                                                                  |
| 24-11-1968                                                                       | Port-au-Prince                                                                   | Haiti                                                                            | 4 – 0                                                                            | Trinidad e Tobago                                                                | Qual. Mondiali 1970                                                              | -                                                                                |                                                                                  |
| Totale                                                                           |                                                                                  | Presenze                                                                         | 3                                                                                |                                                                                  | Reti                                                                             | 0                                                                                |                                                                                  |